# Primo triumvirato

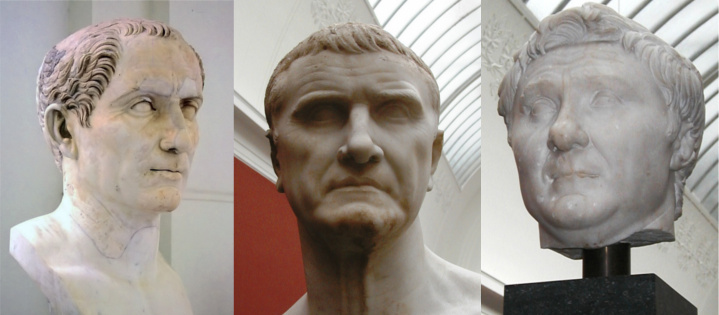
Il primo triumvirato: Cesare, Crasso e Pompeo

Il cosiddetto primo triumvirato fu un'alleanza politica stipulata tra Gaio Giulio Cesare, Marco Licinio Crasso e Gneo Pompeo Magno nel 60 a.C.
Al contrario del secondo triumvirato, il primo triumvirato fu caratterizzato da un accordo strettamente privato e non ebbe valore ufficiale – il suo potere nello Stato romano derivò dall'influenza personale dei triumviri nella politica della Repubblica – e fu di fatto mantenuto segreto per un certo periodo di tempo come parte del progetto politico dei triumviri stessi.

## Contesto storico
Crasso e Pompeo erano stati colleghi consoli nel 70 a.C., quando avevano emanato una legge per il completo ripristino dei poteri dei tribuni della plebe (Lucio Cornelio Silla aveva di fatto tolto tutti i poteri ai tribuni della plebe ad eccezione dello ius auxiliandi, il diritto di aiutare un plebeo in caso di persecuzioni da parte di un magistrato patrizio).
Tuttavia, fino a quel momento, i due uomini avevano nutrito una notevole antipatia reciproca, giacché ognuno riteneva che l'altro avesse superato i propri limiti per aumentare la propria reputazione a spese del collega.

## L'alleanza tra Cesare, Crasso e Pompeo
Cesare, dapprima, riuscì a riconciliare i due uomini e, poi, unì la loro influenza alla propria per essere eletto console nel 59 a.C.: Cesare era già buon amico di Crasso; e consolidò la sua alleanza con Pompeo dandogli in moglie la figlia Giulia. L'alleanza unì e sommò l'enorme popolarità e la reputazione giuridica di Cesare all'enorme ricchezza e influenza nell'ordine equestre di Crasso, e all'ugualmente spettacolare ricchezza e fama militare di Pompeo.
Il Triumvirato fu mantenuto segreto finché il Senato non fece opposizione alla legge agraria proposta da Cesare che fondava colonie di cittadini Romani e distribuiva parti dell'ager publicus ai veterani di Pompeo.
Cesare subito portò la sua proposta di legge di fronte all'assemblea della plebe (concilium plebis) con un discorso che lo vide fiancheggiato da Crasso e Pompeo, rivelando in questo modo la loro alleanza. La legge agraria di Cesare fu così approvata e i Triumviri, in seguito, procedettero a sostenere l'elezione del demagogo Publio Clodio Pulcro a tribuno della plebe, sbarazzandosi con successo sia di Marco Tullio Cicerone che di Marco Porcio Catone, entrambi fieri oppositori dei Triumviri.

## Accordi del triumvirato
Il triumvirato proseguì con gli accordi di Lucca. Cesare ebbe, in qualità di proconsole, il governo della Gallia cisalpina e di quella transalpina, oltre all'Illiria e al comando di quattro legioni, per cinque anni; Pompeo e Crasso ebbero un secondo consolato nel 55 a.C.. Una volta divenuti consoli, Crasso ricevette la provincia di Siria e la direzione della campagna contro i Parti, mentre Pompeo l'Africa, le due Spagne e quattro legioni, due delle quali furono da lui concesse a Cesare per la guerra gallica.
Ecco come descrive Plutarco l'accordo tra i tre a Lucca:
(Plutarco, Pompeo, 51.)

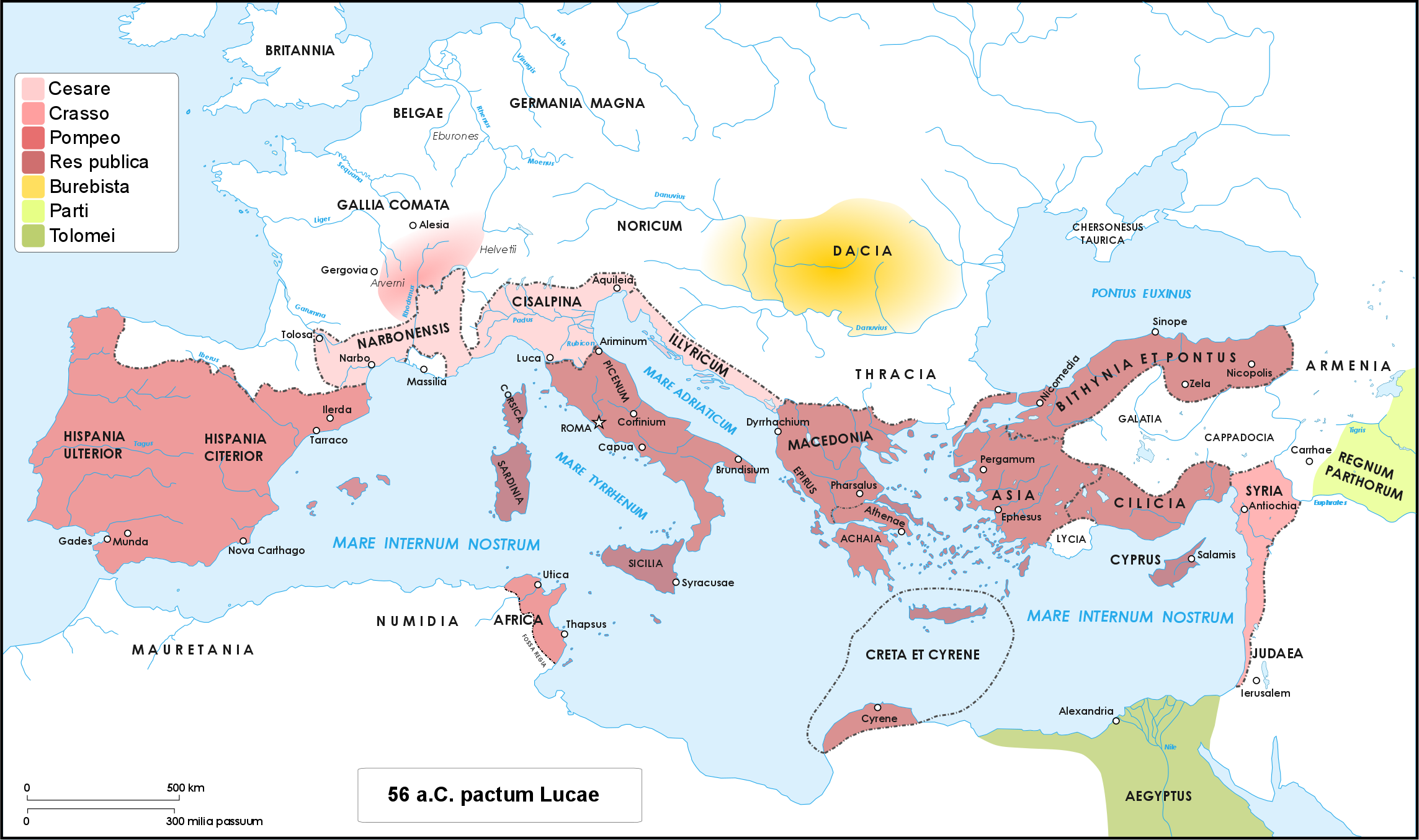
Il mondo romano all'epoca del primo triumvirato e degli accordi di Lucca tra Cesare, Crasso e Pompeo nel 56 a.C.

Sappiamo inoltre che il nuovo suocero di Cesare, Lucio Calpurnio Pisone Cesonino, ottenne il consolato per il 58 a.C..
Allora, Pompeo e Crasso prolungarono il governo proconsolare di Cesare in Gallia per altri cinque anni e si assicurano come proconsoli il governo di entrambe le parti della Spagna (Hispania Citerior e Hispania Ulterior) e della Siria, per cinque anni.

## Fine del triumvirato
L'alleanza aveva permesso ai Triumviri di dominare la politica romana completamente, ma non poteva farsi indefinitamente carico delle ambizioni, degli egoismi e delle gelosie dei tre; Cesare e Crasso erano molto vicini, ma a Pompeo non piaceva Crasso; Pompeo divenne sempre più invidioso dei successi spettacolari che Cesare aveva in Gallia, dove aveva conquistato e annesso a Roma tutto il territorio dell'attuale Francia e una parte della Germania settentrionale. La morte della figlia Giulia, moglie di Pompeo, durante un parto e l'ignominiosa sconfitta e morte di Crasso alla battaglia di Carre per mano dei Parti nel 53 a.C.(nella quale al ricco cittadino romano fu fatto bere oro fuso e successivamente fu tagliata la testa) posero di fatto termine all'alleanza.
Pompeo era rimasto a Roma – aveva governato le sue province spagnole per mezzo di legati – e aveva avuto il controllo virtuale della città per tutto questo tempo. Gradualmente si allontanò sempre più dalla sua alleanza con Cesare, sposando la figlia di Quinto Cecilio Metello Pio Scipione Nasica, uno dei boni, la fazione più conservatrice del Senato e strenuo avversario di Cesare. Pompeo fu eletto console senza collega nel 52 a.C. e prese parte all'opposizione politica che spinse Cesare, di ritorno dalla Gallia, ad attraversare il Rubicone nel 49 a.C., iniziando così la guerra civile romana. Pompeo fu nominato comandante in capo delle forze del Senato ma fu sconfitto dall'ex alleato Cesare nella battaglia di Farsalo, dopo essere inizialmente uscito vincitore in un'altra battaglia contro le truppe di Cesare.
Il successivo assassinio di Pompeo ad opera di Tolomeo XIII in Egitto lasciò al solo Cesare il potere nel mondo romano.